# Bennettitales
Die Bennettitales sind eine ausgestorbene Gruppe von Samenpflanzen. Sie lebten im Erdmittelalter und bildeten blütenähnliche Strukturen. In ihren Merkmalen ähnelten sie zum einen den Palmfarnen, zum anderen den Bedecktsamern und den Gnetales. Sie werden als einer von mehreren möglichen Vorläufern der Bedecktsamer diskutiert.

## Merkmale

### Sprossachsen

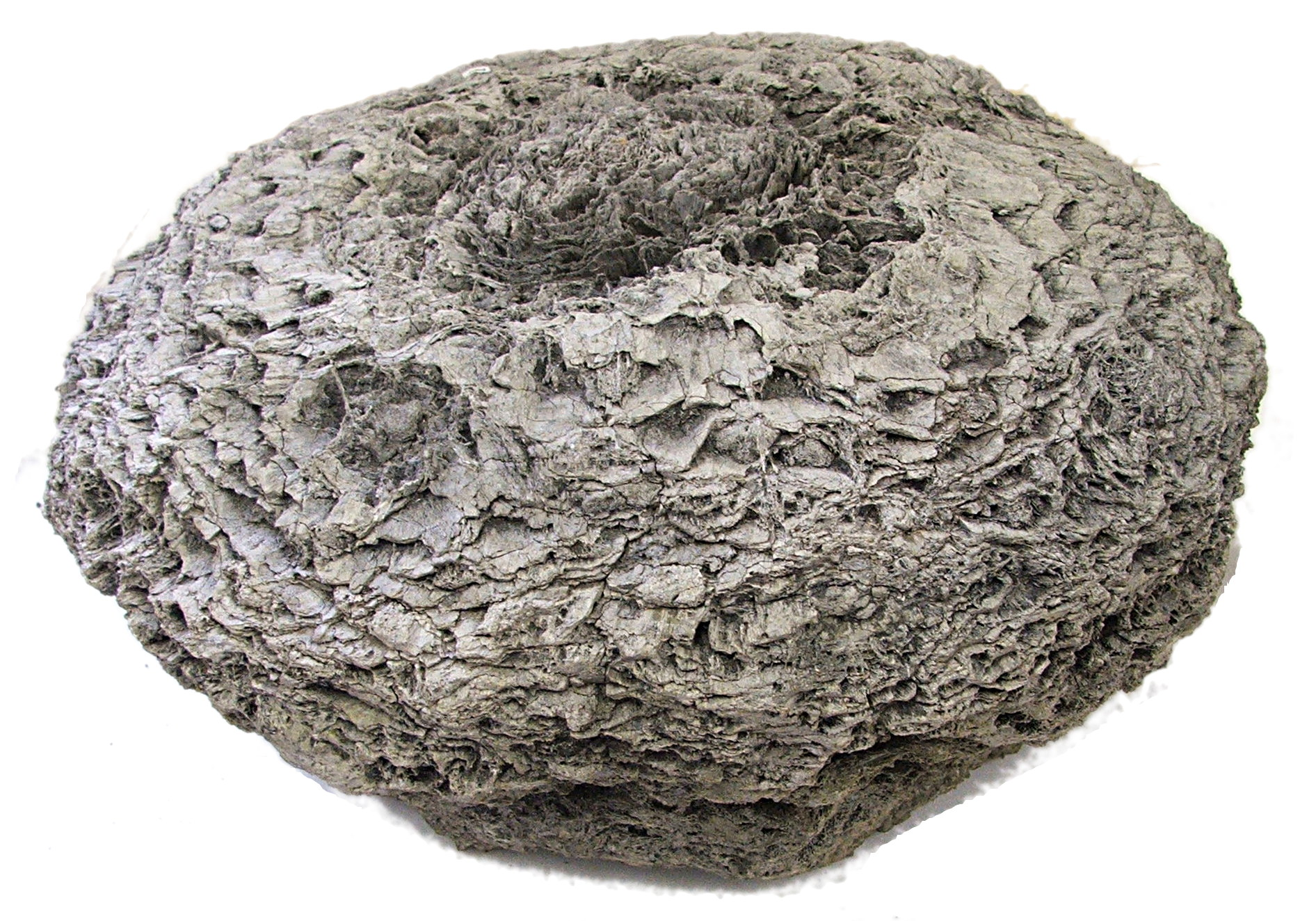
Sprossachse, seitliche Ansicht

Die Sprossachsen sind häufig gedrungen und oft pachycaul. Der Habitus der Pflanzen reicht allerdings von kurz und gedrungen bis zu schlank und stark verzweigt. Die Verzweigung wirkt meist dichotom.
Der Stamm ist eine Eustele mit einem ausgeprägten Mark. Die Rinde ist ebenfalls stark ausgebildet. Das Holz ist relativ schmal. Im Stamm fehlt der bei den sonst ähnlichen Palmfarnen vorkommende Gürtel aus Blattspuren.
Im sekundären Xylem befinden sich schlanke Leitertracheiden, selten Tüpfeltracheiden. Die Holzstrahlen sind uni- oder biseriat. In den Grundgeweben befinden sich lange Harzkanäle.

### Blätter

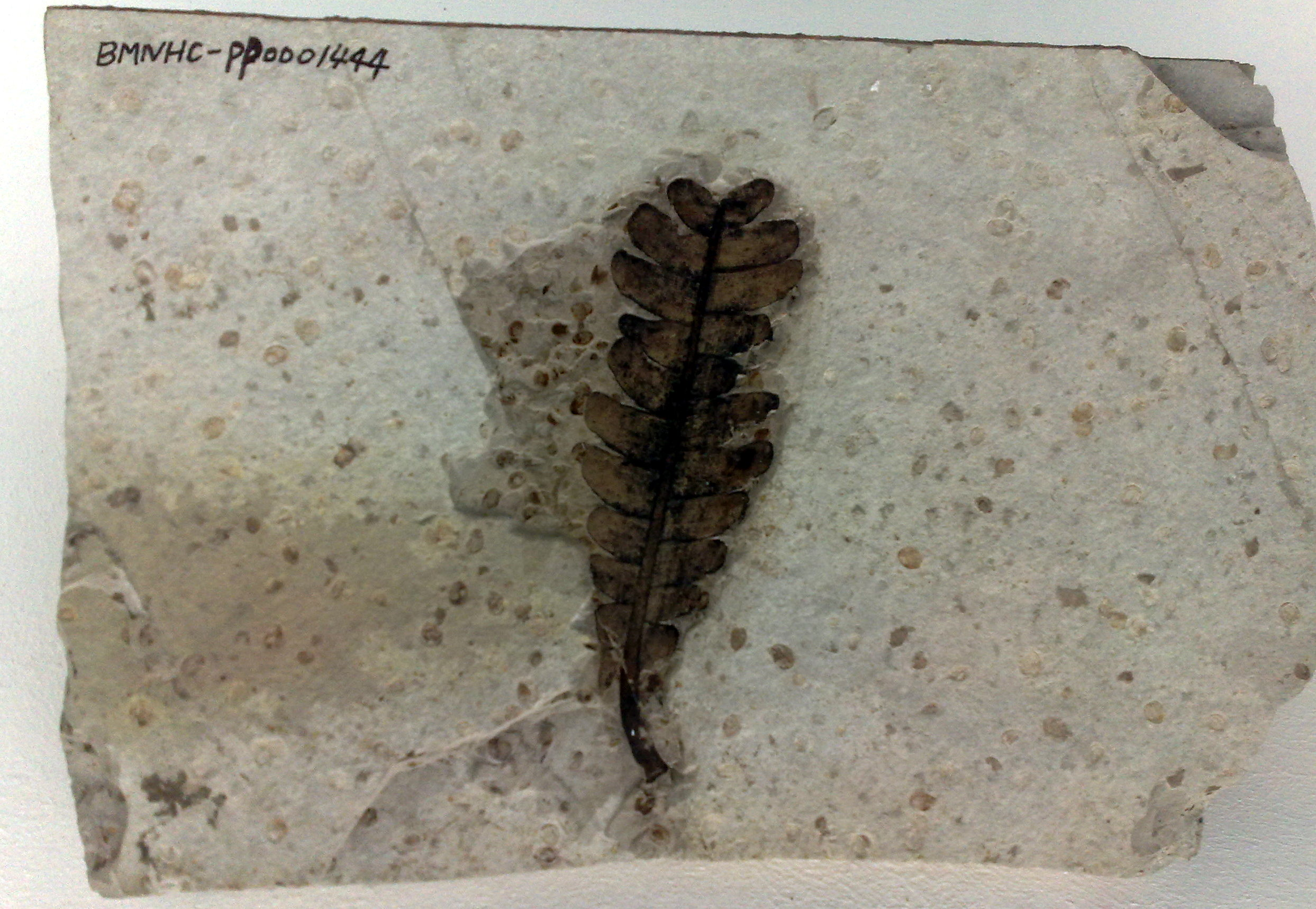
Blatt von Anomozamites

Die Blätter stehen bei den Bennettitales an den Stammenden als Schopf von Blattwedeln.
Die Blätter sind morphologisch sehr ähnlich denen der heute lebenden Palmfarne. Im Unterschied zu diesen werden die Spaltöffnungen syndetocheilisch gebildet. Es gibt hierbei zwei äquatorial stehende Nebenzellen, die gleich lang wie die Schließzellen sind. Sowohl Neben- wie Schließzellen entstehen aus einer gemeinsamen Mutterzelle, eine Bildungsform, die selten ist und etwa noch bei der Welwitschie auftritt. Bei den meisten Pflanzen entstehen Neben- und Schließzellen aus unterschiedlichen Zellen.
Junge Blätter sind eingerollt (circinate Vernation). Die Blätter sind meist einfach gefiedert, selten ungefiedert oder doppelt gefiedert. Doppelt gefiedert sind etwa Banatozamites, Coreanophyllum und Nipponoptilophyllum. Die Nervenenden sind meist offen, seltener geschlossen. Etliche nur als Blattfossilien bekannte Formen werden aufgrund der Stomata-Anatomie zu den Bennettitales gerechnet: die häufigsten sind Nilssoniopteris, Pseudocycas, Dictyozamites, Ptilophyllum, Pterophyllum, Otozamites und Zamites. Blätter sind selten anatomisch erhalten, ein Beispiel ist Otozamites mortonii, gefiederte Blätter, deren Leitbündel in der Rhachis ein im Querschnitt Omega-förmiges System bilden. Jedes Leitbündel ist von einer Sklerenchym-Scheide umgeben.
Die Bennettitales besitzen neben den Laubblättern schuppenartige Blätter, die Cataphylle. Zwei Gattungsnamen für diese sind Deltolepis und Cycadolepis.

### Reproduktive Organe
Die reproduktiven Organe stehen in kleinen bis mittelgroßen, zwittrigen (bisporangiaten) oder eingeschlechtigen (monosporangiaten) zapfenartigen Kurzsprossen, die häufig auch als Blüte angesprochen werden.
Die Achse des Zapfens ist kurz, hat ein determiniertes (begrenztes) Wachstum und wird als Receptaculum bezeichnet. Das Receptaculum ist zylindrisch, konisch oder kuppelförmig. Anatomisch ist es eine Eustele mit einem großen Mark. Von der Eustele zweigen Blattspuren in schraubiger Anordnung ab. Sie können auch so dicht stehen, dass keine Anordnung mehr erkennbar ist.
Bei bisporangiaten Zapfen stehen die Mikrosporophylle an der Basis des Receptaculums und sind gefiedert oder fleischig. Distal stehen die Samenanlagen zwischen sterilen Interseminal-Schuppen. In jedes Hochblatt oder Mikrosporophyll ziehen mehrere Blattspuren. Im distalen Bereich, wo die Samenanlagen ansetzen, verzweigen und vereinigen sich die Blattspuren. In jedes Megasporophyll oder Interseminal-Schuppe zieht nur eine einzelne, im Querschnitt kreisrunde Blattspur. Obwohl jede Samenanlage von mehreren Interseminal-Schuppen umgeben ist, bilden diese keine besondere Struktur wie eine Cupula.

### Mikrosporangien
Die pollenbildenden Organe stehen wirtelig, sind frei oder verwachsen, gefiedert oder einfach. Sie tragen zahlreiche Mikrosporangien. Mehrere Sporangien sind dabei verwachsen (Synangium). Neben einigen eindeutig den Bennettitales zuordenbaren Mikrosporangien gibt es auch einige isoliert gefundene Mikrosporangien (Morphotaxa), die häufig den Bennettitales zugeordnet werden, aufgrund ihres Erhaltungszustandes und isolierten Vorkommens aber nicht eindeutig zuordenbar sind, wie Legumimanthus.

### Samenanlagen
Die Samenanlagen stehen einzeln aufrecht am Ende von reduzierten, schmalen Sporophyllen. Das Sporophyll besteht aus einem kreisrunden Xylemstrang, der von mehreren Lagen dünnwandiger Zellen umgeben ist.
Die Samenanlage ist im Querschnitt radiärsymmetrisch: kreisrund bei Williamsonia und Cycadeoidella, eckig bis sternförmig bei Cycadeoidea. Die Samenanlage verschmälert sich zu einer engen, runden Mikropylen-Öffnung. Diese kann je nach Art über die Spitzen der sie umgebenden Interseminal-Schuppen hinausragen, oder nicht.
Die Samenanlage ist orthotrop ausgerichtet und besitzt ein einzelnes, mehrere Zellschichten dickes Integument, das über keine Leitbündel verfügt. Die innere Epidermis des Integuments besteht nahe der Mikropyle aus radial gestreckten Zellen, weiter unten sind sie isodiametrisch. Der Nucellus trennt sich bereits an der Basis der Samenanlage vom Integument. Er wird durch ein becherförmiges Bündel von Tracheiden versorgt, das zugleich das Ende des Leitbündels des Stiels darstellt. Die Spitze des Nucellus bildet einen zylinder- bis kegelförmigen parenchymatischen Stopfen. Dieser sitzt eng am Mikropylen-Kanal, es gibt hier, anders als bei praktisch allen Nacktsamern einschließlich der Gnetales, keine Pollenkammer.  Im Nucellus ist bei vielen fossilen Exemplaren das Gewebe des Megagametophyten zu erkennen, ebenso ein Embryo. Letzterer besitzt zwei Keimblätter.

## Ökologie
Es gibt zahlreiche Hinweise, dass die Bestäubung zielgerichtet durch Insekten erfolgte. Die harzigen Synangien in den Pollen-Zapfen von Weltrichia werden als eine Art Lockmittel interpretiert. In mehreren Arten von Cycadeoidea wurden in den Zapfen Koprolithen gefunden.

## Räumliche und zeitliche Verbreitung
Fossilien der Bennettitales stammen von der Trias bis zur Kreide und wurden sowohl auf der Nord- wie auf der Südhalbkugel gefunden.

## Evolution und Systematik
Die systematische Stellung der Bennettitales innerhalb der Samenpflanzen ist nicht eindeutig geklärt. Wurden sie in der Vergangenheit aufgrund der sehr ähnlichen vegetativen Merkmale häufig in die Nähe der Palmfarne (Cycadales) gestellt, wurden sie seit der Arbeit von Arber und Perkin 1907 im Zusammenhang mit der Entstehung der Bedecktsamer gesehen. Praktisch alle umfassenderen phylogenetischen Studien sehen die Bennettitales zusammen mit den Gnetales und Bedecktsamern. Diese Gruppe wird als Anthophyten bezeichnet. Molekulargenetische Studien, die zwangsweise die fossilen Bennettitales nicht umfassen, zeigen allerdings die Gnetales und Bedecktsamer praktisch nie in einer gemeinsamen Klade.
Die Ordnung Bennettitales wird heute in zwei Familien unterteilt:
- Cycadeoidaceae besitzen bisporangiate Zapfen
- Williamsoniaceae besitzen monosporangiate Zapfen, die an einer Pflanze (Monözie) oder an verschiedenen Pflanzen (Diözie) sitzen.

## Belege
- Gar. W. Rothwell, William L. Crepet, Ruth A. Stockey: Is the anthophyte hypothesis alive and well? New evidence from the reproductive structures of Bennettitales. American Journal of Botany, Band 96, 2009, S. 296–322. doi:10.3732/ajb.0800209
- Thomas N. Taylor, Edith L. Taylor, Michael Krings: Paleobotany. The Biology and Evolution of Fossil Plants. Second Edition, Academic Press 2009, ISBN 978-0-12-373972-8, S. 722–741